# IPad (5e génération)
Ne doit pas être confondu avec iPad Air.
L'iPad de cinquième génération est une tablette tactile conçue, développée et commercialisée par Apple et tournant sous iOS 10. Elle a été présentée par un communiqué de presse le 21 mars 2017. 
Elle remplace l'iPad Air 2.